# Якуб Кадак
Якуб Кадак (словац. Jakub Kadák, нар. 14 грудня 2000, Тренчин) — словацький футболіст, півзахисник швейцарського клубу «Люцерн» і молодіжної збірної Словаччини.

## Клубна кар'єра
Народився 14 грудня 2000 року в Тренчині. Вихованець футбольної школи місцевого «Тренчин», за головну команду якого дебютував 2018 року. Провів у її складі чотири з половиною сезони. Від початку сезону 2020/21 юний атакувальний півзахисник став гравцем основного складу команди. За 28 ігор сезону 2021/22 відзначився 13-ма голами, чого виявилося достатнім аби стати найкращим бомбардиром сезону у Словацькій Суперлізі.
Влітку 2022 року уклав чотирирічний контракт зі швейцарським «Люцерном».

## Виступи за збірні
2016 року дебютував у складі юнацької збірної Словаччини (U-17), загалом на юнацькому рівні за команди різних вікових категорій взяв участь у 5 іграх, відзначившись одним забитим голом.
З 2020 року залучається до складу молодіжної збірної Словаччини. Відтоді на молодіжному рівні зіграв у 13 офіційних матчах, забив три голи.

## Статистика виступів

### Статистика клубних виступів
Станом на 19 липня 2022
| Сезон             | Команда           | Чемпіонат         | Чемпіонат | Чемпіонат | Національний кубок | Національний кубок | Національний кубок | Континентальні кубки | Континентальні кубки | Континентальні кубки | Інші змагання | Інші змагання | Інші змагання | Усього | Усього | Усього |
| Сезон             | Команда           | Ліга              | Ігор      | Голів     | Ліга               | Ігор               | Голів              | Ліга                 | Ігор                 | Голів                | Ліга          | Ігор          | Голів         | Ігор   | Голів  |        |
| ----------------- | ----------------- | ----------------- | --------- | --------- | ------------------ | ------------------ | ------------------ | -------------------- | -------------------- | -------------------- | ------------- | ------------- | ------------- | ------ | ------ | ------ |
| 2017–18           | «Тренчин»         | СЛ                | 2         | 0         | КС                 | 0                  | 0                  |                      | -                    | -                    |               | -             | -             | 2      | 0      |        |
| 2018–19           | «Тренчин»         | СЛ                | 4         | 0         | КС                 | 0                  | 0                  | ЛЄ                   | 0                    | 0                    |               | -             | -             | 4      | 0      |        |
| 2019–20           | «Тренчин»         | СЛ                | 17        | 4         | КС                 | 2                  | 1                  |                      | -                    | -                    |               | -             | -             | 19     | 5      |        |
| 2020–21           | «Тренчин»         | СЛ                | 30        | 2         | КС                 | 2                  | 2                  |                      | -                    | -                    |               | -             | -             | 32     | 4      |        |
| 2021–22           | «Тренчин»         | СЛ                | 28        | 13        | КС                 | 4                  | 2                  |                      | -                    | -                    |               | -             | -             | 32     | 15     |        |
| Усього за кар'єру | Усього за кар'єру | Усього за кар'єру | 81        | 19        |                    | 8                  | 5                  |                      | 0                    | 0                    |               | -             | -             | 89     | 24     |        |

## Титули і досягнення
- Найкращий бомбардир Словацької Суперліги (1):

2021/22 (13 голів)